# Report on the Colorado River
Report on the Colorado River (abreviado Rep. Colorado R.) fue un libro ilustrado con descripciones botánicas que fue editado en Estados Unidos en el año 1861.
El libro detalla la exploración del Río Colorado por el teniente topógrafo Joseph Christmas Ives. El desarrollo de la sección 4 Botánica, fue realizado por Asa Gray, John Torrey, George Thurber & George Engelmann.